# NGC 1812
NGC 1812 este o galaxie spirală situată în constelația Porumbelul. A fost descoperită în 6 noiembrie 1834 de către John Herschel. Se află la o distanță de 52,43 de megaparseci de Pământ.